# Liste des conjoints des souverains d'Aragon
La liste des conjoints des souverains d'Aragon récapitule les noms des épouses et des époux des monarques d'Aragon.

## Maison d'Aragon (802-943)
| Portrait | Nom (dates)                        | Conjoint                                                                 | Titres                                                                    | Eléments biographiques |
| -------- | ---------------------------------- | ------------------------------------------------------------------------ | ------------------------------------------------------------------------- | --- |
|          | Matrona d'Aragon (795-825)         | - García Galíndez                                                        | - Comtesse d'Aragon (820-825)                                             | - Princesse de la Maison d'Aragon. Fille d'Aznar Ier Galíndez et d'Eneca Garcés. - Mère de Galindo Garcés.                                                         |
|          | Guldregut                          | - Galindo Garcés                                                         | - Comtesse d'Aragon (833-844)                                             | |
|          | Oneca Garcés de Pampelune (838-?)  | - Aznar II Galíndez                                                      | - Comtesse d'Aragon (867-893)                                             | - Princesse de la Famille Arista. Fille de García Ier de Navarre et d'Urraca. - Mère de Galindo II Aznárez.                                                        |
|          | Acibelle de Gascogne (?-905)       | - Galindo II Aznárez                                                     | - Comtesse d'Aragon (893-905)                                             | - Princesse de la Maison de Gascogne. Fille de Garcia II Sanche de Gascogne et d'Amuna.                                                                            |
|          | Sancha Garcés de Pampelune (862-?) | - Iñigo Fortúnez - Galindo II Aznárez                                    | - Princesse héritière du royaume de Pampelune - Comtesse d'Aragon (?-922) | - Princesse de la Dynastie Jiménez. Fille de García Jiménez de Navarre et d'Oneca. - Mère d'Andregoto Galíndez.                                                    |
|          | García II de Navarre (919-970)     | - Andregoto Galíndez (mariage en 934) - Thérèse de León (mariage en 943) | - Roi de Navarre (925-970) - Comte consort d'Aragon (934-940)             | - Prince de la Dynastie Jiménez. Fils de Sanche Ier de Navarre et de Toda de Navarre. - Père de Sanche II de Navarre, de Ramire de Viguera et d'Urraca de Navarre. |

## Dynastie Jiménez (972-1164)

### Comtesses d'Aragon (972-1035)
| Portrait | Nom (dates)                        | Conjoint | Titres | Eléments biographiques |
| -------- | ---------------------------------- | --- | --- | --- |
|          | Urraca de Castille (?-1007)        | - Ordoño III de León (mariage en 941) - Ordoño IV de León (mariage en 958) - Sanche II de Navarre (mariage en 962) | - Reine de León (951-956 puis 958-960) - Reine de Navarre (970-994) - Comtesse d'Aragon (972-994) - Régente de Navarre et d'Aragon (1000-1005) | - Princesse de la Famille de Lara. Fille de Ferdinand González de Castille et de Béatrice de Navarre. - Mère de García III de Navarre.                                                               |
|          | Chimène de Cea (?-1035)            | - García III de Navarre (mariage en 988)                                                                           | - Reine de Navarre et comtesse d'Aragon (994-1000) - Régente de Navarre et d'Aragon (1000-1005)                                                | - Princesse de la Maison de Cea. Fille de Fernando Bermúdez et d'Elvira Diaz. - Mère de Sanche III Garcés.                                                                                           |
|          | Munia Mayor de Castille (995-1067) | - Sanche III Garcés (mariage en 1010)                                                                              | - Reine de Navarre et comtesse d'Aragon (1010-1035) - Comtesse de Castille (de plein droit, 1029-1035)                                         | - Princesse de la Famille de Lara. Fille de Sanche Ier de Castille et d'Urraca de Salvador de Castille. - Mère de Garcia IV de Navarre, de Ferdinand Ier de Castille et de Gonzalve Ier de Sobrarbe. |

### Reines d'Aragon (1035-1164)
| Portrait | Nom (dates)                                  | Conjoint                                                                              | Titres | Eléments biographiques |
| -------- | -------------------------------------------- | ------------------------------------------------------------------------------------- | --- | --- |
|          | Ermesinde de Foix (1015-1049)                | - Ramire Ier d'Aragon (mariage en 1036)                                               | - Reine d'Aragon (1036-1049) - Comtesse de Sobrarbe et de Ribagorce (1045-1049)                                                        | - Princesse de la Maison de Foix-Carcassonne. Fille de Bernard Roger de Foix et de Gersende de Bigorre. - Mère de Sanche Ier d'Aragon. |
|          | Agnès de Poitiers (1052-1089)                | - Ramire Ier d'Aragon (mariage en 1054) - Pierre Ier de Savoie (mariage en 1064)      | - Reine d'Aragon (1054-1063) - Comtesse de Savoie (1064-1078)                                                                          | - Princesse de la Maison de Poitiers-Aquitaine. Fille de Guillaume VII d'Aquitaine et d'Emma de Chartres. |
|          | Isabelle d'Urgell (?-1071)                   | - Sanche Ier d'Aragon (mariage en 1063) - Guillaume Ier de Cerdagne (mariage en 1070) | - Reine d'Aragon (1063-1070) - Comtesse de Cerdagne (1070-1071)                                                                        | - Princesse de la Maison de Barcelone. Fille d'Armengol III d'Urgell et d'Adélaïde de Besalú. - Mère de Pierre Ier d’Aragon. |
|          | Félicie de Roucy (1060-1123)                 | - Sanche Ier d'Aragon (mariage en 1070)                                               | - Reine d'Aragon (1070-1094) - Reine de Navarre (1076-1094)                                                                            | - Princesse de la Maison de Montdidier-Roucy. Fille d'Hilduin IV de Montdidier et d'Alix de Roucy. - Mère d'Alphonse Ier d'Aragon et de Ramire II d'Aragon.                                                                                        |
|          | Agnès d'Aquitaine (1072-1097)                | - Pierre Ier d’Aragon (mariage en 1086)                                               | - Reine d'Aragon et de Navarre (1094-1097)                                                                                             | - Princesse de la Maison de Poitiers-Aquitaine. Fille de Guillaume VIII d'Aquitaine et d'Hildegarde de Bourgogne. |
|          | Berthe (1075-1111)                           | - Pierre Ier d’Aragon (mariage en 1097)                                               | - Reine d'Aragon et de Navarre (1097-1104)                                                                                             | |
|          | Urraque Ire de León (1081-1126)              | - Raymond de Bourgogne (mariage en 1090) - Alphonse Ier d'Aragon (mariage en 1109)    | - Comtesse de Galice (1090-1107) - Reine de León et de Castille (de plein droit, 1009-1126) - Reine d'Aragon et de Navarre (1109-1115) | - Princesse de la Dynastie Jiménez. Fille d'Alphonse VI de León et de Constance de Bourgogne. - Mère d'Alphonse VII de León et Castille. |
|          | Agnès de Poitiers (1103-1160)                | - Aimery V de Thouars (mariage en 1116) - Ramire II d'Aragon (mariage en 1135)        | - Vicomtesse de Thouars (1123-1127) - Reine d'Aragon (1135-1157)                                                                       | - Princesse de la Maison de Poitiers-Aquitaine. Fille de Guillaume IX d'Aquitaine et de Philippe de Toulouse. - Mère de Guillaume Ier de Thouars, de Geoffroy IV de Thouars et de Pétronille d'Aragon.                                             |
|          | Raimond-Bérenger IV de Barcelone (1113-1162) | - Pétronille d'Aragon (mariage en 1150)                                               | - Comte de Barcelone, de Gérone, de Besalu, de Cerdagne et d'Osona (1131-1162) - Prince d'Aragon et comte de Ribagorce (1137-1162)     | - Prince de la Maison de Barcelone. Fils de Raimond-Bérenger III de Barcelone et de Douce de Gévaudan. - Père d'Alphonse II d'Aragon, de Raimond-Bérenger III de Provence, de Douce d'Aragon, de Sanche de Roussillon et de Bérenger de Barcelone. |

## Maison de Barcelone (1164-1410)
| Portrait | Nom (dates)                           | Conjoint | Titres | Eléments biographiques | Armoiries |
| -------- | ------------------------------------- | --- | --- | --- | --------- |
|          | Sancha de Castille (1154-1208)        | - Alphonse II d'Aragon (mariage en 1174)                                                                                                | - Reine d'Aragon, comtesse de Barcelone, de Provence et de Roussillon (1174-1196) | - Princesse de la Maison d'Ivrée. Fille d'Alphonse VII de León et Castille et de Richezza de Pologne. - Mère de Pierre II d'Aragon, de Constance d'Aragon, d'Alphonse II de Provence, d'Éléonore d'Aragon, de Sancie d'Aragon et de Ferdinand d'Aragon. |           |
|          | Marie de Montpellier (1182-1213)      | - Raymond Geoffroi II de Marseille (mariage en 1192) - Bernard IV de Comminges (mariage en 1197) - Pierre II d'Aragon (mariage en 1204) | - Vicomtesse de Marseille (1192) - Comtesse de Comminges (1197-1201) - Reine d'Aragon et comtesse de Barcelone (1204-1213) - Dame de Montpellier et d'Aumelas (de plein droit, 1204-1213) | - Princesse de la Maison de Montpellier. Fille de Guilhem VIII de Montpellier et d'Eudoxie Comnène. - Mère de Jacques Ier d'Aragon. |           |
|          | Aliénor de Castille (1202-1244)       | - Jacques Ier d'Aragon (mariage en 1221)                                                                                                | - Reine d'Aragon (1221-1230) - Reine de Majorque (1229-1230) | - Princesse de la Maison d'Ivrée. Fille d'Alphonse VIII de Castille et d'Aliénor d'Angleterre. |           |
|          | Yolande de Hongrie (1216-1251)        | - Jacques Ier d'Aragon (mariage en 1235)                                                                                                | - Reine d'Aragon et de Majorque (1235-1251) | - Princesse de la Maison Árpád. Fille d'André II de Hongrie et de Yolande de Courtenay. - Mère de Yolande d'Aragon, de Constance d'Aragon, de Pierre III d'Aragon, de Jacques II de Majorque et d'Isabelle d'Aragon.                                    |           |
|          | Constance de Hohenstaufen (1248-1302) | - Pierre III d'Aragon (mariage en 1262)                                                                                                 | - Reine d'Aragon et de Sicile (1276-1285) | - Princesse de la Maison de Hohenstaufen. Fille de Manfred Ier de Sicile et de Béatrice de Savoie. - Mère d'Alphonse III d'Aragon, de Jacques II d'Aragon, de Sainte Élisabeth d'Aragon, de Frédéric II de Sicile et de Yolande d'Aragon.               |           |
|          | Isabelle de Castille (1283-1328)      | - Jacques II d'Aragon (mariage en 1291) - Jean II de Bretagne (mariage en 1310)                                                         | - Reine d'Aragon et de Sicile (1291-1295) - Duchesse de Bretagne (1312-1328) | - Princesse de la Maison d'Ivrée. Fille de Sanche IV de Castille et de María de Molina. |           |
|          | Blanche d'Anjou (1280-1310)           | - Jacques II d'Aragon (mariage en 1295)                                                                                                 | - Reine d'Aragon (1295-1310) - Reine de Sicile (1295-1296) | - Princesse de la Maison capétienne d'Anjou-Sicile. Fille de Charles II d'Anjou et de Marie de Hongrie. - Mère de Jacques d'Aragon, d'Alphonse IV d'Aragon et d'Isabelle d'Aragon.                                                                      |           |
|          | Marie de Lusignan (1273-1319)         | - Jacques II d'Aragon (mariage en 1315)                                                                                                 | - Reine d'Aragon (1315-1319) | - Princesse de la Maison de Lusignan. Fille d'Hugues III de Chypre et d'Isabelle d'Ibelin. |           |
|          | Elisenda de Montcada (1292-1364)      | - Jacques II d'Aragon (mariage en 1322)                                                                                                 | - Reine d'Aragon (1322-1327) | - Princesse de la Maison de Montcada. Fille de Pere II de Montcada et d'Elisenda de Pinós. |           |
|          | Éléonore de Castille (1307-1359)      | - Alphonse IV d'Aragon (mariage en 1329)                                                                                                | - Reine d'Aragon (1329-1336) | - Princesse de la Maison d'Ivrée. Fille de Ferdinand IV de Castille et de Constance de Portugal. |           |
|          | Marie de Navarre (1330-1347)          | - Pierre IV d'Aragon (mariage en 1338)                                                                                                  | - Reine d'Aragon (1338-1347) | - Princesse de la Maison capétienne d'Évreux-Navarre. Fille de Philippe III de Navarre et de Jeanne II de Navarre. - Mère de Constance d'Aragon. |           |
|          | Éléonore de Portugal (1328-1348)      | - Pierre IV d'Aragon (mariage en 1347)                                                                                                  | - Reine d'Aragon (1347-1348) | - Princesse de la Maison de Bourgogne. Fille d'Alphonse IV de Portugal et de Béatrice de Castille. |           |
|          | Éléonore de Sicile (1325-1375)        | - Pierre IV d'Aragon (mariage en 1349)                                                                                                  | - Reine d'Aragon (1349-1375) | - Princesse de la Maison de Barcelone. Fille de Pierre II de Sicile et d'Élisabeth de Carinthie. - Mère de Jean Ier d'Aragon, de Martin Ier d'Aragon et d'Éléonore d'Aragon.                                                                            |           |
|          | Sibylle de Fortià (1350-1406)         | - Artal de Foces (mariage en 1371) - Pierre IV d'Aragon (mariage en 1377)                                                               | - Reine d'Aragon (1377-1387) | - Princesse de la Famille de Fortià. Fille de Bernard de Fortià et de Françoise de Villamari. - Mère d'Isabelle d'Aragon. |           |
|          | Yolande de Bar (1364-1431)            | - Jean Ier d'Aragon (mariage en 1380)                                                                                                   | - Reine d'Aragon (1387-1396) | - Princesse de la Maison de Scarpone. Fille de Robert Ier de Bar et de Marie de France. - Mère de Yolande d'Aragon. |           |
|          | Maria de Luna (1358-1406)             | - Martin Ier d'Aragon (mariage en 1372)                                                                                                 | - Comtesse de Luna et dame de Segorbe (de plein droit, 1360-1406) - Reine d'Aragon (1396-1406)                                                                                            | - Princesse de la Maison de Luna. Fille de Lope de Luna et de Brianda d'Agoult. - Mère de Martin Ier de Sicile. |           |
|          | Marguerite de Prades (1395-1429)      | - Martin Ier d'Aragon (mariage en 1409) - Juan de Vilaragut Álvarez de Haro (mariage en 1415)                                           | - Reine d'Aragon et de Sicile (1409-1410) | - Princesse de la Maison de Barcelone. Fille de Pedro de Padres et de Juana de Cabrera. |           |

## Maison de Trastamare (1412-1516)
| Portrait | Nom (dates)                          | Conjoint | Titres | Eléments biographiques | Armoiries |
| -------- | ------------------------------------ | --- | --- | --- | --------- |
|          | Éléonore d'Albuquerque (1374-1435)   | - Ferdinand Ier d'Aragon (mariage en 1393)                                                                                       | - Comtesse d'Albuquerque (de plein droit, 1381-1435) - Reine d'Aragon et de Sicile (1412-1416)                                                                                                 | - Princesse de la Maison de Trastamare. Fille de Sanche de Castille et de Béatrice de Portugal. - Mère d'Alphonse V d'Aragon, de Marie d'Aragon, de Jean II d'Aragon et d'Éléonore d'Aragon.                         |           |
|          | Marie de Castille (1401-1458)        | - Alphonse V d'Aragon (mariage en 1415)                                                                                          | - Princesse des Asturies (de plein droit, 1401-1405) - Reine d'Aragon, de Majorque, de Valence et de Sicile, comtesse de Barcelone (1416-1458) - Reine de Naples (1442-1458)                   | - Princesse de la Maison de Trastamare. Fille d'Henri III de Castille et de Catherine de Lancastre. |           |
|          | Jeanne Enríquez (1425-1468)          | - Jean II d'Aragon (mariage en 1444)                                                                                             | - Reine d'Aragon, de Majorque, de Valence, de Navarre et de Sicile, comtesse de Barcelone (1458-1468)                                                                                          | - Princesse de la Famille Enriquez. Fille de Fadrique Enríquez de Mendoza et de Merina de Cordoue. - Mère de Ferdinand II d'Aragon et de Jeanne d'Aragon.                                                            |           |
|          | Isabelle Ire de Castille (1451-1504) | - Ferdinand II d'Aragon (mariage en 1469)                                                                                        | - Reine de Castille et León (de plein droit, 1474-1504) - Reine d'Aragon, de Majorque, de Valence et de Sicile, comtesse de Barcelone (1479-1504) - Reine de Naples (1503-1504)                | - Princesse de la Maison de Trastamare. Fille de Jean II de Castille et d'Isabelle de Portugal. - Mère d'Isabelle d'Aragon, de Jean d'Aragon, de Jeanne Ire de Castille, de Marie d'Aragon et de Catherine d'Aragon. |           |
|          | Germaine de Foix (1488-1536)         | - Ferdinand II d'Aragon (mariage en 1505) - Jean de Brandebourg-Ansbach (mariage en 1519) - Ferdinand d'Aragon (mariage en 1526) | - Reine d'Aragon, de Majorque, de Valence, de Sicile et de Naples, comtesse de Barcelone (1505-1516) - Reine de Navarre (1512-1516) - Duchesse de Calabre et vice-reine de Valence (1526-1536) | - Princesse de la Maison de Grailly. Fille de Jean de Foix et de Marie d'Orléans. |           |